# 住吉物語繪卷
住吉物語繪卷（日语：／ Sumiyoshi monogatari emaki */?）是14世紀日本鎌倉時代的藝術作品。以日本古代小說「住吉物語」為題材的繪畫作品，現存於東京國立博物館。

## 簡介
住吉物語繪卷據考證為鎌倉時代前期的作品，作者不明，現在只存1卷及4幅，根據嘉永元年（1848年）時摹本可知，這些是屬於1卷的捲軸。東京國立博物館所藏的1卷1幅為物語後半的一部分。
- 繪卷物

日本平安時代中期，唐繪的地位逐漸被大和繪所取代。大和繪又叫倭繪，指描繪日本山水景物的繪畫風格，後來被引用泛指具有日本式畫法的繪畫。到了平安時代末期，大和繪變化出許多新風格，其中也包括「绘卷」。繪卷物的產生受到中國影響，源流可回推至印度等地盛行的本生譚、佛傳，桑奇大塔（英語：The Great Stupa at Sanchi）上關於本身故事的雕刻將同一畫面分割成個別事件，以呈現其敘事性，而該手法正是日本繪卷物的表現方式。繪卷物可分為白描畫與著色畫兩種，主題包含小說、歷史故事、宗教主題等。
- 男繪與女繪

所謂男繪與女繪的風格差異為後代藝術史家做的區隔。繪卷物的繪畫樣式以「男绘」為主流，該風格由職業畫師代代相承，構圖上採用鳥瞰式，視點隨主要人物自由移動，主題多為戶外活動，以寫實手法描繪畫中人物。繪畫方式以具粗細不同墨線為底再設色的技法為主。
平安時代，宮廷婦女間出現了「女绘」，主要描繪貴族戀愛主題，以室內活動為主的繪畫。原為業餘畫家所繪，隨後有畫師參與並採用之，進而發展出美麗的「作绘」。構圖上以「吹拔屋台」的方式，將屋頂掀去直接描寫室內場景；人像則不分男女，一律以「引目勾鼻」的手法描繪，故人物表情皆無太大差異。線描和上色的手法稱作「作绘」，先用墨線擬出底稿，再層層敷上厚重顏料，最後用墨筆勾勒出輪廓。此種畫法適合呈現濃豔華麗的氛圍，正好適合言情小說一類的主題情境，著名代表作為「源氏物語繪卷」。

## 故事題材
「住吉物語」是以鎌倉時期的敘事手法，模仿落窪物語的內容的一件作品，可說是日本版本的《灰姑娘》。講述的是公主因不堪忍受繼母的虐待，而逃往住吉（今大阪南部）。圖為欽慕公主的三位中將（官職名）得到長谷寺觀音的託夢，從而造訪，最終與公主喜結良緣，雙雙歸還的場景。本作品是「住吉物語」的繪畫版本，是現存最古老的繪卷殘篇。
除這一卷作品，尚有其他殘篇傳世。（詳見：相關作品）

## 內容構圖
此幅斷簡的內容描繪聽到公主與中將終於有情人終成眷屬，從都城造訪中將的朋友們以及管弦樂團。畫面由斜向左下方的屋脊一分為二，左上方表現奏樂的熱鬧景象，右下方則是女主角與侍女苦盡甘來、喜極而泣的情景。

## 藝術技法
此幅「住吉物語繪卷斷簡」正是繪卷物中，大和繪風格之下以女繪手法呈現的作品。圖中雖未直接將屋頂去除，仍透過傾斜的角度描繪室內的景象；而不論是正在演奏樂器的樂手，或是右下角喜極而泣的公主與仕女，皆因為引目勾鼻的人像描繪手法少了情緒的呈現。
下方的大片雲霧構圖常見於許多大和繪中，但特別的是，多數畫作中的雲霧皆為同一色塊，而此幅畫中的雲霧色塊上，卻描繪有幾棵樹。由於這些樹對照在底圖上的空間位置似乎不大合理，以至於雲霧色塊和底圖在畫面中存在前後空間不同層次的落差。不過需要注意到的是，此幅僅為殘卷，須考量到原本完整卷軸的構圖設計。從描繪其他段落的住吉物語繪卷（見於「相關作品」）中可發現類似的手法。該圖室內的描繪集中在卷軸中段，左右兩段皆為以戶外為景。為呈現其敘事性，雲霧框住了室內景的描繪，作為連結段落的構圖技法貫穿整幅卷軸。由於雲霧其實是戶外景的延伸，因此出現樹景的描繪。故可推知此畫軸除了橫向的時間軸分段，亦有室內景和室外景的分層。由此可知，住吉物語繪卷中的雲霧構圖設計與大和繪中常見的色塊式雲霧構圖可能有所不同。
仔細觀察畫作的細節，可發現繪者忠實體現了日本的傳統生活面貌。不論是室內的榻榻米和障蔽繪，或是類似平安時期寢殿造風格的建築構造：簣子（室內空間向外延伸的平台）、蔀（懸於屋簷邊的格板），以及檜皮葺屋頂等，皆符合歷史紀錄而呈現。此外，最為吸睛的要屬樂團中八種樂器的描繪，其細節之詳細至今仍能單從樂器與人像的比例推測出樂器的種類。

## 雅樂管弦樂團
左上角描繪樂團鼓琴奏樂慶祝中將在住吉尋訪公主，並與其喜結良緣的場景，細節描繪甚細，可辨識出八項樂器的種類，分別為笙、篳篥、橫笛（龍笛）、箏、琵琶、釣太鼓、鉦鼓、羯鼓。其中前三者笙、篳篥、橫笛（龍笛）合稱「三管」；箏與琵琶合稱為「兩弦」；釣太鼓、鉦鼓、鞨鼓合稱為「三鼓」，此樂器組合正好為典型日本傳統雅樂樂曲中，沒有舞蹈只有樂曲的「管弦」樂種（唐樂的管弦）。即使只是小小一段繪卷的細節，仍盡其所能描繪細節再現真實，從如此精準且細膩的安排中，可以看出繪者對畫作嚴謹的態度。
| 管樂器   | 笙（後排右一）   | 由17根竹管製成，僅15根有簧片，長50公分、直徑7公分。因其形狀之故，又稱為鳳笙。 | 篳篥、龍笛與笙合稱為「三管」     |
| 管樂器   | 篳篥（後排左一） | 竹製直笛，外側七孔內側二孔，管長18公分、直徑1~1.5公分、舌板長5.5公分。 | 篳篥、龍笛與笙合稱為「三管」     |
| 管樂器   | 龍笛（後排右二） | 龍笛：七孔竹笛，長40公分內徑1.3公分。 | 篳篥、龍笛與笙合稱為「三管」     |
| 弦樂器   | 箏（後排右三）   | 十三弦，長190公分、寬23~25公分。又稱樂箏。 | 箏與琵琶合稱為「兩弦」           |
| 弦樂器   | 琵琶（後排左二） | 弦四柱（品），長110C公分；撥片長20公分。起源於今伊朗一帶，經由絲路、中國於奈良時代傳入日本。為了與後世民間音樂發展出來的薩摩琵琶、筑前琵琶、平家琵琶區分，又稱為樂琵琶。演奏方式為橫抱。 | 箏與琵琶合稱為「兩弦」           |
| 打擊樂器 | 太鼓（前排左一） | 鼓體直徑55公分、厚12公分；演奏時以裹上皮革的兩支木製「撥」（鼓槌）敲擊；正式名稱為釣太鼓。                                                                                               | 釣太鼓、鉦鼓、鞨鼓合稱為「三鼓」 |
| 打擊樂器 | 鉦鼓（前排左二） | 打面直徑15公分，雅樂器中唯一的金屬樂器；演奏時以尖端如水牛角的兩支「桴」（鼓槌）敲擊。                                                                                                   | 釣太鼓、鉦鼓、鞨鼓合稱為「三鼓」 |
| 打擊樂器 | 羯鼓（前排右一） | 鼓面直徑23.5公分，是打擊樂器中的首席，演奏時以尖端如棗的兩支「桴」敲擊。 | 釣太鼓、鉦鼓、鞨鼓合稱為「三鼓」 |

## 相關作品
| 圖片 | 內容                                                                                       | 年代             | 尺寸       | 保存狀況             |
| ---- | ------------------------------------------------------------------------------------------ | ---------------- | ---------- | -------------------- |
|      | 住吉物語後半的一部分。描繪中將在住吉尋訪公主，並與其喜結良緣的場景，以及兩人婚宴上的酒宴。 | 13世紀，鐮倉時代 | 30.3×304.1 | 現存於東京國立博物館 |
|      | 中將與公主一行人回歸都城的畫面。                                                           | 13世紀，鐮倉時代 | 不詳       | 私人收藏             |
|      | 兩人回京後部分的詞書（圖畫間的說明文字）                                                   | 13世紀，鐮倉時代 | 不詳       | 私人收藏             |

## 外部連結
- 故宮南院－日本美術之最